# Plymouth Turismo
La Turismo è un'autovettura coupé sportiva a tre porte prodotta dalla Plymouth dal 1982 al 1987. Derivava dalla Plymouth Horizon.

## Storia
Il modello nacque nel model year 1983 dopo che alla Plymouth TC3 fu cambiato il nome in Plymouth Turismo. Nei primi tre mesi in cui in commercio, la Turismo aveva installato un motore Volkswagen a quattro cilindri in linea da 1,7 L di cilindrata che erogava 63 CV di potenza. In seguito, questo propulsore venne sostituito da un motore Peugeot a quattro cilindri in linea da 1,6 L che sviluppava 64 CV. Tra le opzioni, era invece disponibile un motore a quattro cilindri in linea da 2,2 L che erogava, in base alle versioni, 95 CV o 101 CV.
Nel model year 1984 la Turismo fu oggetto di un facelift che coinvolse il frontale, dove vennero installati dei fanali anteriori doppi. Inoltre, vennero modificati il cofano ed i montanti posteriori, che diventarono più larghi. Nell'occasione, furono anche potenziati i motori, la cui potenza crebbe di qualche cavallo, e venne aumentata la lunghezza del veicolo, che passò da 4.387 mm a 4.440 mm.
Nel model year 1985 i cavalli erogati dalla versione più potente del motore da 2,2 L crebbero a 112 CV. Inoltre, il modello venne dotato di uno spoiler anteriori e di minigonne. Nel 1985 e nel 1986 fu disponibile l'allestimento Duster, che comprendeva uno spoiler posteriore, un assetto speciale, dei coprisedili peculiari e delle ruote sportive in acciaio da 13 pollici.
La produzione cessò nell'estate del 1987 dopo 204.000 esemplari realizzati.